# Николо Марчело
Николо Марчело (на италиански: Nicolò Marcello) е 69–ти венециански дож от 1473 до 1474 г. По време на неговото управление продължават сблъсъците с османците при Кипър и Шкодра. Също така на дневен ред са и продължаващите конфликти във Фриули.

## Биография
Николо Марчело развива търговска дейност в Ориента, предимно в Дамаск, преди да поеме административни задачи в управлението на Венеция, по-специално в Удине, Верона и Бреша. Той става съветник, както и началник на Съвета на десетте. За дож е избран на 13 август 1473 г., но управлението му е кратко, тъй като умира на 1 декември 1474 г. Завещава една голяма сума от наследството си за благотворителност.

## Семейство
Николо Марчело има два брака – с Бианка Барбариго и след това с Контарина Контарини, от която има дъщеря.